# Arbetets söner & döttrar
Arbetets söner & döttrar var en musikgrupp som bildades 1972 i Stockholm.
Bland medlemmarna märktes Slim Lidén (sång, säckpipa, percussion, gitarr, banjo), tidigare medlem i Diddlers och Låt & Trall, samt Lotta Sandberg (sång, keyboards), tidigare känd som operett- och musikalsångerska under namnet Ingrid Egge, och hennes döttrar Annie och Rebecka Glaser (båda sång). Övriga medlemmar var Lars Almestad (sång, gitarr, bouzouki), Pelle Höglund (gitarr, sång), Jerker  Karlsson (bas), Rose-Marie Larsson (sång, gitarr), Ludde Lindström (sång, percussion), Bodil Lundblad (sång), Ingrid Lundblad (sång, violin), Marianne Lundblad (sång), Märit Lundblad (sång), Kurre Stenlund (sång, gitarr) och Åke Stenlund (sång, percussion). 
Gruppen utgav 1972 det självbetitlade albumet Arbetets söner & döttrar (Oktober OSLP 502), vilket innehåller en blandning av folk- och rockmusik med socialistiska texter och på vilket även Bo Hansson, Gunnar Idering, Greg FitzPatrick, Kjell Westling och Urban Yman medverkar som gästartister. Efter att gruppen splittrats ingick medlemmarna i grupperna Löpande bandet och Opponer.